# يو إف سي ليلة القتال: أندرسون ضد بلاهوفيتش 2
يو إف سي ليلة القتال: أندرسون ضد بلاهوفيتش 2 (بالإنجليزية: UFC Fight Night: Anderson vs. Błachowicz 2)‏ هو حدث لفنون القتال المختلطة نظمته يو إف سي، أُقيم في 15 فبراير 2020، على مركز أحداث ريو رانتشو في ريو رانتشو، نيومكسيكو، الولايات المتحدة.